# Direitos e Garantias Fundamentais na Constituição do Brasil
Direitos e Garantias Fundamentais na Constituição do Brasil é o termo referente a um conjunto de dispositivos contidos na Constituição brasileira de 1988 destinados a estabelecer direitos, garantias e deveres aos cidadãos da República Federativa do Brasil. Estes dispositivos sistematizam as noções básicas e centrais que regulam a vida social, política e jurídica de todo o cidadão brasileiro.
Os Direitos e Garantias Fundamentais encontram-se regulados entre os artigos 5º ao 17º.

## Gerações
Segundo o doutrinador José Afonso da Silva, estão reunidas em três gerações ou dimensões:
- 1. individuais, civis e políticos
- 2. sociais, econômicos e culturais
- 3. difusos e coletivos